# Shapefile
«Шейп-файл» (англ. Shapefile) — популярный векторный формат географических файлов. Разрабатывается и поддерживается компанией Esri с целью совместимости между продуктами Esri и другими программами.
Формат «Шейп-файл» позволяет хранить следующие различные типы геометрических объектов: точки (мультиточки), линии (ломаные), многоугольники и другие объекты. Отдельный файл может хранить объекты только одного типа. Каждая запись в «Шейп-файле» также может иметь несколько атрибутов для описания своей геометрии, например: название, температура, глубина.

## Описание
Shape-файл — векторный формат для хранения объектов, описываемых геометрией и сопутствующими атрибутами. В формате отсутствует возможность хранения топологической информации. Формат был представлен для ArcView GIS версии 2 в начале 1990-х годов. На сегодняшний день существует большое количество платных и бесплатных программ для работы с shape-файлами. Из-за своей распространённости формат стал де-факто стандартом для обмена данными между геоинформационными системами.

## Типы геометрических объектов
В настоящее время «Шейп-файл» может хранить следующие типы геометрических объектов:
| Тип         | Описание                                                                                                |
| ----------- | --- |
| Point       | Точка                                                                                                   |
| PolyLine    | Полилиния — объект, состоящий из нескольких линий (ломаных), которые могут соприкасаться и пересекаться |
| Polygon     | Полигон (может состоять из нескольких частей с пустотами)                                               |
| MultiPoint  | Мультиточка — объект, состоящий из нескольких точек                                                     |
| PointZ      | Точка в 3-мерном пространстве (XYZ)                                                                     |
| PolyLineZ   | Полилиния в 3-мерном пространстве                                                                       |
| PolygonZ    | Полигон в 3-мерном пространстве                                                                         |
| MultiPointZ | Мультиточка в 3-мерном пространстве                                                                     |
| PointM      | Точка с каким-либо измеренным значением                                                                 |
| PolyLineM   | Полилиния с какими-либо измеренными значениями                                                          |
| PolygonM    | Полигон с какими-либо измеренными значениями                                                            |
| MultiPointM | Мультиточка с какими-либо измеренными значениями                                                        |
| MultiPatch  | Триангуляционные поверхности                                                                            |

Хотя чаще всего используется термин shapefile, на самом деле shapefile это не один файл, а набор файлов с одинаковым именем, но разными расширениями, например, «Kiev_map.*». Основой формата являются три обязательных файла: .shp, .shx и .dbf. Хотя все современные программы поддерживают длинные имена файлов, для совместимости со старыми приложениями рекомендуют придерживаться соглашения MS DOS 8.3 (8 символов для имени файла.3 символа для расширения), например, «shapefil.shp». Другим правилом, более важным, является правило хранить все файлы одного набора в одном и том же каталоге.

### .shp
Главный файл .shp содержит информацию о геометрических объектах. Файл состоит из заголовка фиксированной длины и одной или более записей переменной длины. Каждая запись переменной длины включает в себя заголовок записи и содержимое. Полное описание формата файла дано в документации по Esri Shapefile.

### .dbf
Файл, в котором записывается атрибутивная информация геометрических объектов, описанных файле .shp. Представляет собой базу данных в формате dBase II.

### .shx
Файл связи между файлами .dbf и .shp. В технической документации его называют индексным файлом (хоть он таковым не является).

### .sbn и .sbx
Файлы пространственных индексов. Ускоряют операции над геометрическими объектами. Формируются автоматически и могут быть удалены без потерь данных (при этом отключается пространственное индексирование).

### .aih и .ain
Индексные файлы атрибутивных таблиц. Формируются автоматически и могут быть удалены без потерь данных (при этом отключается индексирование в атрибутивных таблицах).

## Ограничения
Для ссылок внутри файла используются 4-байтные числа, поэтому размер shape-файла не может превышать 2 ГБ.